# Cellula di Langerhans

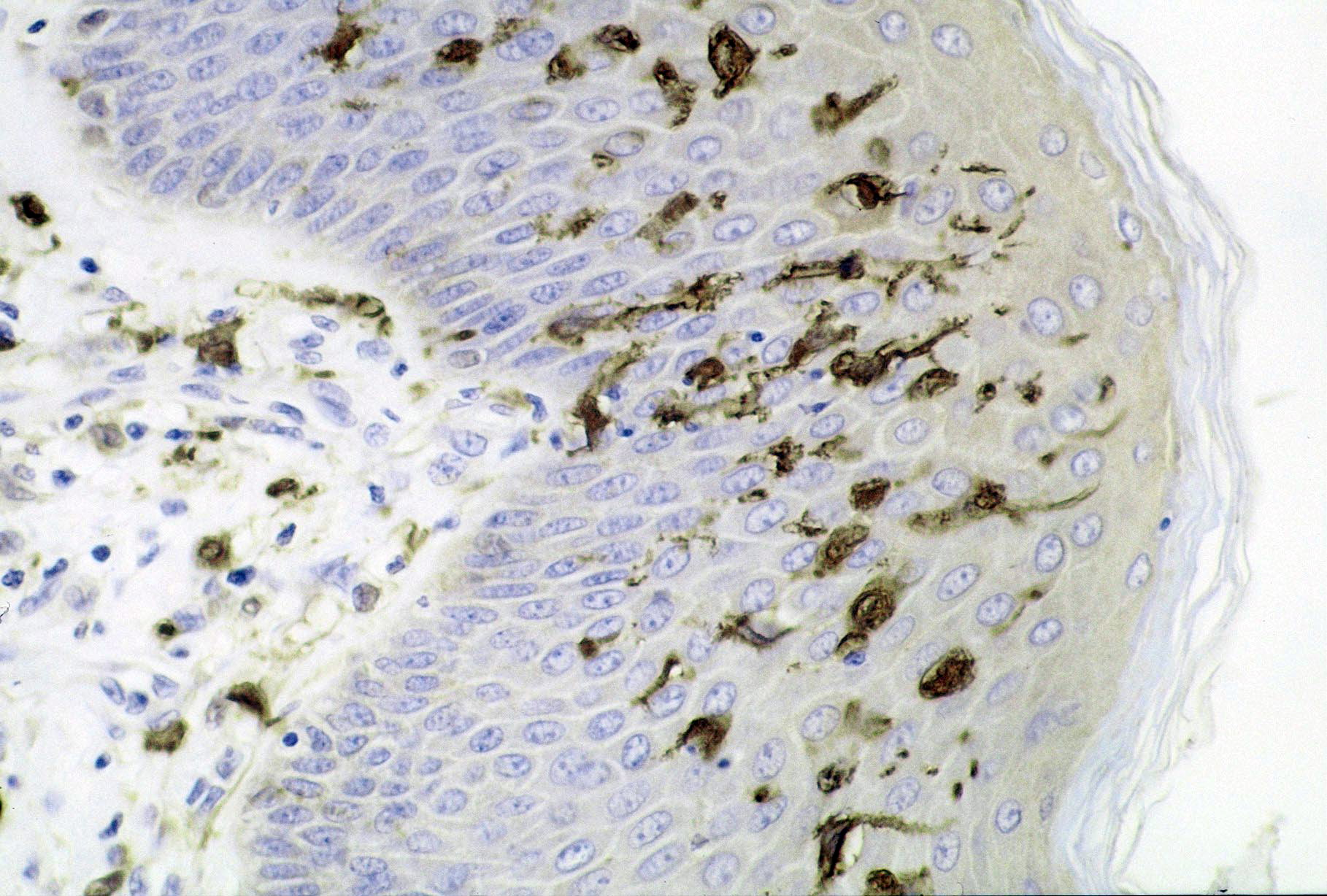
Cellule di Langerhans all'interno della cute

Le cellule di Langerhans, o dendrociti,  sono cellule dendritiche (presentanti l'antigene) abbondanti nella cute e in alcune mucose. Il nome deriva dal tedesco Paul Langerhans (1847-1888) che per primo le descrisse nella pelle. 
Insieme alle cellule dendritiche del derma e ai macrofagi cutanei costituiscono parte del SALT (Skin Associated Lymphoid Tissue).
Nel citoplasma della cellula sono distribuiti ribosomi liberi, pochi profili di reticolo endoplasmatico rugoso e liscio, mitocondri e corpi densi e un elevato numero di differenti granuli e vescicole endosomiali. Sono simili ai melanociti a causa della loro morfologia ramificata (da cui si dipartono lunghi e sottili filopodi ramificati), ma differiscono da questi a causa dell'assenza di pigmento (e quindi dei granuli di melanina) e dalla presenza dei granuli di Birbeck (o vescicole lageniformi striate, caratterizzati da una porzione vacuolare elettronlucida e da un'altra porzione a bastoncello).
Non si confondano con le cellule di Langhans (cellule giganti plurinucleate, sottoclasse di macrofagi) né tantomeno con le cellule delle isole di Langerhans.

## Ubicazione

### Cute
Sono situate in tutti gli strati dell'epidermide, con predilezione particolare dello strato spinoso. In generale, sono osservabili negli strati sovrabasalie costituiscono il 3-4% delle cellule epidermiche. La loro presenza è stata evidenziata addirittura nel derma papillare della cute, soprattutto nelle zone antistanti i vasi sanguigni. La presenza incostante delle cellule nei vari strati dell'epidermide risiede nella loro funzione: esse sono APC, ovvero cellule presentanti l'antigene. Una volta riconosciuto il patogeno esse possono muoversi dalla barriera aria-cute verso la giunzione dermo-epidermica ed infine raggiungere gli organi linfoidi secondari (luogo in cui il patogeno verrà annientato).

### Mucose
Esse sono anche presenti nelle mucose che delimitano i confini orali del sistema digerente (mucosa del vestibolo della cavità orale) e dell'apparato genitale (mucosa del prepuzio e mucosa vaginale).

### Altro
Possono essere presenti anche in altri tessuti, come ad esempio i linfonodi, particolarmente in associazione con l'istiocitosi a cellule di Langerhans. 

## Morfologia

### Microscopio ottico
La cellule di Langerhans è evidenziata da colorazioni con sali di cromo e cloruri d'oro. In seguito a tale colorazione si osserva il soma del citotipo e parte delle sue ramificazioni (da qui il nome di cellule "dendritiche").

### Microscopio elettronico
Le cellule di Langerhans al TEM appaiono come dendritiche, prive di tonofilamenti e desmosomi; il nucleo si presenta in una forma irregolare. L'apparato di Golgi è molto esteso e sono presenti numerose vescicole endosomiali. Contengono inoltre organelli citoplasmatici specifici chiamati granuli di Birbeck con una caratteristica forma a "racchetta" la cui testa contiene materiale elettrontrasparente, mentre il manico presenta una membrana ispessita con un addensamento centrale. Il ruolo di tali organelli non è ancora chiaro, ma sembra siano coinvolti nei processi di endocitosi.

## Movimento dSEARCH
Allo stato stazionario (quindi in situazioni lontane da casi di patogenesi) e senza stimolazione, le cellule di Langerhans esibiscono un movimento definito dSEARCH (dendrite surveillance extension and retraction cycling habitude; sorveglianza dendritica caratterizzata da abituali cicli di estensione e retrazione) nella quale i loro dendriti si estendono e ritraggono regolarmente negli spazi intercellulari dei cheratinociti.
In seguito a stimolazione i movimenti dSEARCH aumentano sia di frequenza che di intensità e le cellule di Langerhans circostanti aumenteranno i contatti cellula-cellula; soltanto dopo aver fagocitato l'antigene esse si sposteranno nel derma dove raggiungeranno eventualmente degli organi linfoidi secondari.

## Funzione
Le cellule di Langerhans, a differenza di altre cellule dendritiche, che hanno derivazione midollare, si sviluppano da precursori embrionali che colonizzano la pelle ancor prima della nascita, i precursori poi daranno luogo al classico differenziamento dai monociti, ma nonostante la morfologia simile ai macrofagi hanno un ruolo più importante nel riconoscimento degli antigeni rispetto ad una funzione fagocitaria. Le cellule sono localizzate. 
Il ruolo di tali cellule consiste nella cattura e rielaborazione degli antigeni, che vengono catturati, parzialmente degradati ed esposti sulla membrana, legati a CD1a, al fine di presentarli ai linfociti T CD4+ ristretti per MHC di classe II. Queste cellule sono in grado di captare gli antigeni che attraversano la barriera dell'epidermide e di migrare nei linfonodi drenanti, la loro regione d'origine, dove si inizia la risposta immune. Molte delle cellule dendritiche presenti negli organi e nei tessuti linfoidi, derivano probabilmente da cellule di Langerhans migrate dopo la captazione dell'antigene.